# 鸦胆子属
鸦胆子属（学名：Brucea）是苦木科下的一个属，为灌木或小乔木植物。该属共有6种，分布于东半球热带地区。
属名Brucea为纪念英国旅行家James Bruce（1730-1794）而命名。